# Антонюк Дмитро Анатолійович
Дмитро Анатолійович Антонюк (нар. 5 листопада 1983 р., у м. Запоріжжя) — український науковець у галузі економіки, інституціоналізму та інфраструктури підприємництва; віцепрезидент Запорізької торгово-промислової палати; доктор економічних наук (2016), професор (2021), академік Академії економічних наук України (2021).

## Життєпис
Народився 5 листопада 1983 року в Запоріжжі. У 2000—2005 рр. навчався на інженерно-фізичному факультеті Запорізького національного технічного унівесритету (нині Національний університет «Запорізька політехніка»), який закінчив з відзнакою. Паралельно здобув освіту фінансиста.
Під час навчання був неодноразовим призером Всеукраїнської студентської олімпіади з електротехніки (Харків, НТУУ «ХПІ», 2002, 2003 рр.), двічі переможцем Всеукраїнської студентської олімпіади зі зварювального виробництва (Краматорськ, ДДМА, 2004, 2005 рр.), переможцем конкурсу студентських наукових робіт Запорізької обласної державної адміністрації в області технічних наук (2003-2004 рр.), стипендіатом премії мера м. Запоріжжя (2002-2003 рр.), Верховної Ради України (2003-2004 і 2004-2005 рр.).
Протягом 2005–2008 рр. навчався в аспірантурі Запорізького національного технічного університету.  
У 2009 р. захистив кандидатську дисертацію на тему «Підвищення зносостійкості корпуса різця дорожньої фрези» за спеціальністю «Тертя та зношування в машинах» в Національному транспортному університеті (м. Київ).  
У 2014 р. був зарахований в докторантуру ДУ «Інститут регіональних досліджень імені М.І. Долішнього» НАН України (м. Львів), де у 2016 р. захистив дисертацію на здобуття наукового ступеня доктора економічних наук на тему «Модернізація інституціональної інфраструктури підприємництва регіону в процесі європейської інтеграції України» за спеціальністю 08.00.05 — «Розвиток продуктивних сил і регіональна економіка».
Понад 15 років присвятив розвитку Запорізької торгово-промислової палати. За цей час в ЗТПП запроваджено проведення масштабних міжнародних форумів (ЕкоФорум, InCo Forum, Запорізький промисловий форум, фестиваль StartUp fest), створено навчальний центр ТПП Академія для надання послуг бізнес-освіти. Суміщує свою роботу з посадою професора Запорізького національного університету та Національного університету "Запорізька політехніка".
У 2017 р. проходив стажування за програмою SABIT Регіональний економічний розвиток Міністерства торгівлі США.

## Наукова діяльність і публікації
Наукові дослідження зосереджені в області розвитку підприємництва в умовах інтеграції України до ЄС; розбудови інституціональної інфраструктури підприємництва; виставково-конгресної діяльності; бізнес-освіти; електронної комерції, інформаційної та електронної інфраструктури підприємництва; зміцнення безпеки споживання.  
Автор понад 180 наукових та навчально-методичних праць, серед яких 11 монографій, 4 підручники, 5 патентів.
З 2021 р. — академік Академії економічних наук України зі спеціальності «Менеджмент».
Член редколегії наукового журналу «Менеджмент і підприємництво: тренди розвитку» (входить до переліку наукових фахових видань України з економічних наук категорії «В»).

## Інституціональна інфраструктура підприємництва
Дмитро Антонюк запропонував теоретико-методологічні засади розвитку інституціональної інфраструктури підприємництва регіону (цілеорієнтована на мінімізацію трансакційних витрат система інститутів, інституцій, методів і засобів забезпечення ефективної підприємницької діяльності), концептуальні положення, пріоритети і засоби стратегії її модернізації та ефективного використання для активізації підприємницької діяльності, зміцнення конкурентоспроможності та економічної безпеки підприємництва в процесі євроінтеграції України.
Обґрунтував модель інтеграції інститутів інфраструктури підприємництва регіонів України та країн ЄС для зменшення трансакційних витрат і забезпечення взаємовигідності і симетричності торговельних зв’язків (ділові ради, двосторонні торгові палати, спільні навчально-освітні центри, коопераційні бюро, інноваційні транскордонні кластери, транскордонні технопарки, торгові доми, асоціації інфраструктурних елементів, інформаційні мережі та електронна інфраструктура підприємництва).